# Книга дикарей

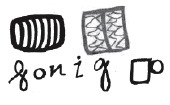
Пиктограммы «Книги дикарей», вероятно изображающие улей. Внизу немецкая подпись «Honig», то есть «мёд»

«Кни́га дикаре́й» (фр. Livre des sauvages) — ученическая тетрадка, по всей вероятности принадлежавшая мальчику-немцу. В течение около ста лет (ок. 1750—1851) принималась за сборник пиктограмм канадских индейцев. В этом качестве её «дешифровал» миссионер и знаток индейских письменностей аббат Эммануэль Домене. Скандал, возникший вокруг «Книги дикарей», стал серьёзным предостережением против метода, при котором некий факт вписывается в заранее существующую теорию при учёте лишь того, что соответствует ей, остальное же игнорируется.
Подлинный автор «Книги» остался неизвестен. Ныне «Книга дикарей» хранится в Библиотеке Арсенала (Париж, Франция). По всей видимости, то, что ученическая тетрадь нашла в ней своё место, является результатом не мистификации, а случайной ошибки с весьма серьёзными последствиями.

## Книга дикарей

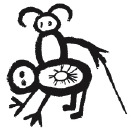
Ещё одна пиктограмма из «Книги дикарей». Сейчас её полагают картинкой, изображающей учителя, наказывающего мальчика розгами

Так называемая «Книга дикарей» представляет собой рукопись, состоявшую из 114 листов в четвёртку (ин-кварто), исписанных с обеих сторон, из плотной бумаги канадского производства, записи на которых делались «серебряным» и красным карандашами. Несколько страниц отсутствуют, остальные более или менее попорчены морской водой, видимо, во время путешествия в Европу. Рукопись находилась в коробке, закрывающейся на замок, и в течение около ста лет являлась собственностью маркизов де Польми, прежде чем один из них — Антуан-Рене де Польми д’Арженсон продал её в 1785 году в составе своей библиотеки Арсеналу Франции. Подлинное происхождение «Книги дикарей» осталось неизвестным, однако Домене предположил, что она была передана де Польми одним из американских миссионеров в качестве диковинки, так как среди прочего в собрании маркиза фигурировало множество экзотических манускриптов, в частности китайских. В 1850 году на странную рукопись обратил внимание смотритель библиотеки Арсенала Поль Лакруа.
Несколько позднее книгой заинтересовался некий мексиканский миссионер, снявший с неё копию с намерением опубликовать «неизвестный и единственный в мире манускрипт» в Соединённых Штатах. Однако французы — из патриотических соображений, памятуя, что Квебек ещё в недавнем прошлом принадлежал им и потерян в войне с англичанами, — решили немедленно выпустить манускрипт и, желательно, его дешифровку, таким образом закрепив за собой приоритет открытия. Специальный приказ об этом отдал один из министров Наполеона III, и к этой работе был привлечён аббат Домене как признанный знаток индейской проблемы. Возможно, эта спешка также предопределила ошибку, сделавшую из Домене и его работы всеобщее посмешище.

## Состояние лингвистической науки в середине XIX века
XIX век в истории языкознания ознаменовался расцветом компаративизма. «Открытие» санскрита Уильямом Джонсом, обратившим внимание на его удивительное сходство с древнегреческим и латынью, которое подтолкнуло его к выдвижению смелой гипотезы о том, что санскрит вместе с готским, кельтскими и древнеперсидским языком восходят к одному корню и имеют своим предком один и тот же праязык, и вместе относятся к одной и той же языковой семье, среди прочего придало новый толчок старому спору о происхождении языка. Именно в этом веке рождается сравнительно-историческое языкознание, представленное такими именами, как братья Гримм — Якоб и Вильгельм, Расмус Раск, Фридрих Шлегель, Франц Бопп, впервые разрабатывается теория праязыка и способы реконструкции древних форм бесписьменного периода. Это направление дополняет собой типология — сравнение между собой языков (в первую очередь, родственных) с целью выявления общих форм, различию тех из них, которые восходят к языку-прародителю и прочих, появившихся независимо друг от друга, в результате действия одних и тех же лингвистических законов.
Однако стоит заметить, что языкознание того времени ограничивалось в первую очередь индоевропейскими или, как тогда принято было говорить, «индогерманскими языками», при том что семиотика, наука о письменности, как таковая ещё не родилась (начало систематического изучения отношений между знаком и смыслом обычно относят к XX веку, работам Ф. де Соссюра); существовали разрозненные описания отдельных видов письма, изредка уделялось внимание их развитию во времени.
Что касается систем письменности как таковых, в середине XIX века европейские учёные были хорошо знакомы со всеми их типами, известными и поныне.
Кроме алфавитных систем, присущих всем языкам, в частности языкам Западной Европы, с древних времён было известно т. н. «консонантное» письмо, древний алфавит которого складывался исключительно из знаков для согласных, к которым уже позднее прибавились т. н. «матери чтения» (лат. matres lectionis, ивр. אם קריאה‎) — то есть знаки для долгих гласных.

Подлинная индейская пиктограмма. Прошение на имя президента США (1849 год). Содержание: «Племена журавля, трёх куниц, медведя, морского человека и сома поручили в едином порыве сердец главе племени журавля обратиться с просьбой к президенту о разрешении им переселиться в область озёр». Единство обозначается линиями, соединяющими сердца и глаза тотемных животных, искомые озёра обозначены в левом нижнем углу изображения

С древнееврейским письмом Европа познакомилась благодаря Библии, изучение которой в подлиннике было одной из обязательных дисциплин в изучении богословия, через Испанию и Сицилию Европа познакомилась с арабской наукой и соответственно — с арабским языком и его системой письма.
Тот же Уильям Джонс, бывший судьёй в Бенгалии в 1783—1794 годах, среди прочего открыл для европейских учёных систему письма деванагари, относящегося к типу т. н. «абугид», или систем слогового письма, в котором каждый знак соответствует слогу типа «согласный + гласный», слегка видоизменяясь в зависимости от конкретной гласной формы.
Система собственно слогового письма, в которой каждому слогу языка соответствовал собственный, непохожий на других знак, стала известной после дешифровки Г. Гротефендом древнеперсидского письма.
Первые знания о иероглифике пришли вместе с отчётами путешественников в Китай и Японию, в частности в работах иезуитских миссионеров, изучавших языки этих стран (например, De Christina expeditione apud Sinas Маттео Риччи и Николя Триго, 1615). Одной из ранних китайских грамматик была «Arte de la lengua mandarina», то есть «Искусство китайского языка», написанная миссионером-доминиканцем Франсиско Варо на испанском языке в 1704 году.
Ж.-Ф. Шампольон, дешифровавший египетские иероглифы, сумел впервые дать также классификацию знаков подобных систем письма, не потерявшую значения и поныне. Так, он разделял т. н. «иероглифы», находящиеся на древнеегипетских памятниках, на священные знаки, имеющие исключительно сакральную функцию (как то: уроборос, голубь с лавровой ветвью и т. д.), идеограммы — выражающие общее понятие, и собственно фонетические знаки.
Открытие и освоение Америки принесло знание о т. н. предметной письменности (примером которой может служить узелковое письмо «кипу») и пиктографии — рисуночном письме.

## Знания европейских учёных того времени о системах индейской письменности

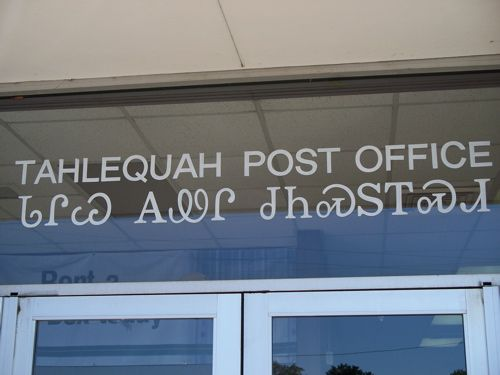
Двуязычная вывеска на почтовом отделении, сделанная по-английски и письмом чероки. Так же как в «Книге дикарей», буквы, похожие на латинские, перемежаются «непонятными знаками»

Первыми системами индейской письменности, которые стали известны с начала испанского завоевания Центральной и Южной Америки, были майяское и ацтекское иероглифическое письмо, а также «узелковое письмо» кипу (при том, что иногда полагается, будто кипу было не письмом, но мнемоническим средством или «счётами»).
Глубокое изучение систем письма доколумбовой Америки началось в XVI веке, главным образом силами миссионеров.
Кроме собственно индейских, в начале XIX века были хорошо известны попытки создания индейской письменности на основе европейских алфавитов — так, индеец Секвойя, не умевший ни читать, ни писать по-английски, сумел создать оригинальную слоговую систему письма для языка чероки, которая употребляется и поныне. Формы знаков созданы под впечатлением от латинского алфавита, однако их звуковые значения не имеют ничего общего с латинскими прототипами.
Микмакские слоговые знаки на берёсте упоминает в своей работе и сам Домене. Он же говорит о пропавших мексиканских кодексах кавалера Л. Ботурини, лишь частично осевших в коллекциях А. Гумбольдта и Обена, в берлинской Национальной библиотеке и Национальной библиотеке в Париже.
В 1840-х годах для языка кри миссионером Джеймсом Эвансом была разработана ещё одна силлабическая система письма.
Существуют также несколько «кодексов», записанных индейцами с помощью латинского алфавита, в частности, знаменитый манускрипт Уарочири.

## Аббат Эммануэль Домене
Эммануэль-Анри-Дьедонне Домене (фр. Emmanuel-Henri-Diedonné Domenech, 4 ноября 1826 — ок. 1903 или 1904 года) родился в Лионе (Франция), учился в духовной семинарии, но, не закончив её, двадцати лет от роду избрал для себя миссионерскую деятельность в Техасе.
Около двух лет (1846—1848) он провёл в Сент-Луисе, где закончил своё образование, изучил английский и немецкий языки (как выяснилось позднее, второй он знал достаточно поверхностно) и наконец, в 1848 году начал своё миссионерское служение в Кастровилле, городке, основанном немецкими колонистами, затем оттуда перебрался в Браунсвилл, заслужив уважение и авторитет среди жителей Южного Техаса.
В 1850 году он ненадолго вернулся в Европу, следующие два года вновь провёл в Техасе, где продолжил миссионерское служение вплоть до 1852 года, когда, окончательно подорвав своё здоровье, вынужден был вернуться во Францию, где получил место каноника в Монпелье.
В 1861 году он ещё раз посетил американский континент в качестве раздаятеля милостыни и капеллана императора Максимилиана. Окончательно осев во Франции, он посвятил остаток жизни исполнению своих священнических функций, а также путешествиям и литературному творчеству.
В 1882—1883 годах в последний раз посетил Америку. Скончался в конце 1903 (или в начале 1904 года) от апоплексического удара. Был похоронен в Лионе с военными почестями.
Эммануэль Домене был несомненно образованным человеком, так как прекрасно знал латинский, древнегреческий, древнеегипетский, китайский материал, как то следует из многочисленных замечаний в его собственных книгах, касательно Америки, был сведущ в истории Мексики, в частности знаком с работами ацтекского принца Иштлилшочитля, кодексами на языках тольтекском и науатль, а также с пиктографическими системами письма американских индейцев.

## Дешифровка иероглифов «Книги дикарей»
Начиная работу, Домене разделил все изображения на собственно иероглифы (то есть рисунки), изображения европейских цифр (или нечто на них похожее) и третий тип, частично состоявший из европейских букв, частично из «неизвестных символов», — по аналогии с письмом чероки, аббат предположил, что этот третий тип представляет собой слоговое письмо, однако за недостатком времени и необходимой информации отказался от попыток его интерпретации.
В связи с тем что среди знаков «третьего типа» ясно прочитывались имена Maria, Anna и Joannes, Домене предположил, что имеет дело с записью колониального периода, сделанной уже после обращения северных племён в христианство; то, что манускрипт был привезён из Новой Франции, навело его на мысль, что перед ним письмо местных алгонкинских или ирокезских индейцев. Среди третьего типа он отметил «несколько весьма ясно читаемых слов английского или немецкого происхождения».
Собственно иероглифы аббат разделил на четырнадцать групп или, по его собственному выражению, «глав».
| Номер и краткая характеристика главы                                                             | Одна из страниц | Дешифровка страницы по Домене | Дешифровка главы (его же) |
| ------------------------------------------------------------------------------------------------ | --------------- | --- | --- |
| Первая — неполная глава, несколько листов в начале отсутствуют. стр. 1—12                        |                 | Дух, благословляющий сидящих на корточках индейцев. Крест Св. Андрея, должный символизировать скальп, фаллос — символ плодородия. | Первая страница открывалась изображением животного («тотема», как предположил Домене по аналогии с подобными изображениями) и латинской цифрой X, которая у индейцев, по наблюдениям аббата, имела обычное цифровое значение. Третий знак дешифровке не поддавался, четвёртый выглядел как набор из цифр 10, 1, 0 и лежащей на боку восьмёрки, которые Домене дешифровал как знак времени «0 между двумя чертами», соответствовавший «дню или времени, когда исполнялись фаллические обряды, нарисованные далее». В следующих знаках аббат распознал «рога, символ власти», изображение небесного свода и индейца, указывавшего пальцем на группу из четырёх соплеменников, после чего следовала фаллическая сцена, и всё вместе, по мнению аббата, следовало понимать как прославление великой силы солнца, небесного божества, дающего плодородие. Ещё несколько рисунков в «первой части» — среди прочих, находящиеся на разорванной четвёртой странице, определялись как «мертвец» (человек без головы), крест Св. Андрея, скальп и божество с солнечным нимбом. Сцена порки, по мнению Домене, представляла собой посвящение, где шаман держит в руке орлиное перо (стилизованное под хворостину), передавая адепту «эманацию сакральной силы», далее нашлось изображение «священного дерева» и т. д. — иными словами, по мнению дешифровщика, первая часть была полностью посвящена оргиастическим обрядам, имевшим своей целью обеспечить плодородие. |
| Вторая — стр. 13—16, причём 14 и 15 остались чистыми, что видимо, следует приписать случайности. |                 | Индеец с фаллическим символом или знаком власти на голове. Христианская часовня. Дерево, символизирующее лес, волшебный камень и волшебная кость. | По Домене, была посвящена процессу христианизации туземцев. На ней, кроме очередного фаллического символа мощи, нашлось изображение христианской часовни, дерева (символизирующего лес или рощу, как то принято изображать в индейских манускриптах), а также «волшебного камня» и «волшебной кости». В изображении круга, перечёркнутого крестом, аббату удалось распознать символ миссионера, преподающего индейцам, уже обращённым в католичество, таинство причастия. Сам символ, по его мнению, должен был значить гостию. |
| Третья — стр. 17—27.                                                                             |                 | Великий маг или дух, причём две головы — символ его «удвоенной» магической мощи как в реальном, так и в потустороннем мире. Лежащая фигура изображает мертвеца или человека, с помощью колдовства лишённого способностей знахаря.                            | Изображает индейских знахарей (medicine men), украшенных перьями, и т. н. «медицинские мешки» — обязательный атрибут их профессии и медицинский шалаш. Здесь же находились пары, с головами и глазами, соединёнными линией, что по обычной индейской символике должно было обозначать «единство взглядов и мыслей». Очередная сцена порки на этот раз интерпретировалась как шаман, излечивающий больного путём добывания из его внутренностей «духа». |
| Четвёртая — стр. 28—40.                                                                          |                 | Вождь, увенчанный рогами — символом могущества в сопровождении личного духа. Внизу — два вождя с символами луны или ночи, полукружьями, в руках. | Поставила исследователя в тупик. Она, в основном, посвящалась также откровенным сценам фаллического содержания, однако здесь нашёлся таинственный знак, напоминающий ножницы, и над ним человеческая фигура. Исходя из того, что индейцы ножницами не пользуются, аббат предположил, что перед ним изображение тотема. Здесь же нашлось изображение человека с диском в руке, что было понято как «луна» или ночь, очередной рогатый вождь. Изображение косых линий дождя дало возможность думать, что речь в четвёртой части идёт о заклинании погоды. Здесь же находилась палатка, увенчанная крестом, — как то практиковалось среди первых миссионеров, осваивавших канадский север. |
| Пятая — стр. 41—48, сильно попорченная.                                                          |                 | Пленник, привязанный к столбу, и марширующий мимо него дух в снегоступах, «слушающий» небо вождь и индейские дети. | Начинается разорванной 41-й страницей. Здесь нашлось изображение «вождя» с карикатурно огромными ушами (то есть «слушающего») и человека, марширующего в снегоступах мимо привязанного к столбу пленника. Снегоступы, по мнению аббата, должны были значить, что перед нами не живой человек, а дух. На 47-й странице нашлось имя «Anna», которое аббат счёл необходимым понимать в буквальном смысле. |
| Шестая — стр. 49—60.                                                                             |                 | Два вождя с соединёнными цепочкой головами — как знак единства их мыслей и заключения союза. Луна (перечёркнутый кружок) как символ ночи и времени колдовства и заключения магических союзов. Тотем, похожий на лошадь или осла, вероятно изображающий рысь. | Несёт изображение «отдыхающего вождя» (ибо его тотем стоит прямо, а не перевёрнут, как у мёртвого), шесть детских фигур (три мальчика и три девочки), охотника с ружьём у дерева (то есть в лесу) и несколько соединённых колечек, значение которых аббат не сумел разгадать (как возможное предполагалось значение «облака», «союз» или «изобилие»). |
| Седьмая — стр. 61—86.                                                                            |                 | Ребёнок в могиле как символ Рождества или Св. Гроба. | Состояла из рисунков, по мнению исследователя, изображавших битву, животные тотемы, причём один из них, напоминавший по виду лошадь или осла, мог на самом деле быть изображением рыси. Здесь же, наряду с охотничьими обрядами, оказались «рисунок ребёнка в могиле» и двух жрецов по обеим сторонам, что аббат поспешил интерпретировать как изображение сцены Рождества или, наоборот, Святого Гроба. Первое, по-видимому, подтверждалось надписью на следующей странице — «Мария». Впрочем, аббат проявил осторожность и отказался делать какие-либо выводы до более скрупулёзного исследования. |
| Восьмая — стр. 87—93. Самая короткая                                                             |                 | Послы от европейцев или от южных племён, присланные для переговоров. Широкие линии, похожие на хвосты, справа от фигур, по всей видимости, символизируют медицинские мешки — неотъемлемый атрибут знахаря.                                                   | Короткая восьмая часть (страницы 87—93) изображала людей с квадратными причёсками, возможно, европейцев или южан, прибывших для переговоров. |
| Девятая — стр. 94—109.                                                                           |                 | Кукурузное или рисовое поле, работающие индейцы. | Изображала рисовое или кукурузное поле, человека с птичьей головой (должного символизировать могущественный дух разрушения или некую аллегорию не совсем ясного содержания) и охотничью сцену. Несколько страниц отсутствовало. |
| Десятая — стр. 109—116.                                                                          |                 | Индейцы на тропе войны. | Частично посвящалась историческим событиям, частично — религии. Здесь нашлось вновь изображение палатки с крестом и щитов, должных защитить воинов от пуль белых поселенцев. |
| Одиннадцатая — стр. 117—140.                                                                     |                 | Переселение двух племён с Востока на Запад в местность, богатую лесами и целебными травами. Сверху отмечается, сколько «лун» заняло путешествие. | По мнению аббата, описывала деревню и её обитателей (причём знаки, напоминающие цифры, были приняты за их количество), собранный урожай, битву двух племён с указанием количества убитых и раненых, бочонок «огненной воды» и связку шкур, видимо, для обмена, муфлона и некую группу охотников или воинов, переселение. Далее следовала битва, воплощавший её дух войны и, наконец, торжество победившего вождя и его племени. |
| Двенадцатая — стр. 141—173.                                                                      |                 | Картуши с цифровыми или символическими изображениями, европейцы с символами власти на голове. | Изображала корабли, пришедшие с Востока, соединённых цепью людей, вновь индейского знахаря, монограмму Христа (Н и крест над ним), вновь имя Мария, картуши, напоминающие египетские, и картину, рассказывающую, по всей вероятности, историю грехопадения, европейцев с символами власти, мистические сцены, по всей видимости связанные с ритуалом посвящения, бой, примирение двух противоборствующих племён, сцену крещения и т. д. |
| Тринадцатая — стр. 174—209.                                                                      |                 | Фигура божества, человек с кроличьими ушами. | Весьма сложная для понимания, изображает знахаря с птицей и сцену молитвы небесному божеству, далее следует изображение круга из точек с крестиком над ним, что можно однозначно интерпретировать как изображение католических чёток, скальпы и поселения белых (изображённые по индейской традиции в виде ряда палаток), божества и человека с кроличьими ушами. |
| Четырнадцатая — стр. 210—228.                                                                    |                 | Религиозная сцена. | Изображала, по всей видимости, миссионеров, епископские митры с крестом, церкви и молящихся. |

Как отмечал Домене, большая часть изображений была присуща исключительно этому манускрипту, что во многом обуславливало его ценность. Будучи осторожным, аббат замечал также, что его работа носит во многом предварительный характер и будет в дальнейшем правиться и дополняться.
Таким образом, Домене делал вывод, что содержание тетрадки в основе своей составляет рассказ о быте и переселении племён, появлении белых на их территории и христианизации индейцев. Рукопись свидетельствовала также о бесспорном существовании у краснокожих фаллического культа.

## Разоблачение
Работа Домене первоначально была оценена очень высоко, выдвигалось предложение пригласить аббата принять участие в конкурсе на соискание премии французской Академии наук. Однако в связи со спешкой и желанием во что бы то ни стало опередить американцев министру Императорского двора предложено было издать работу Домене. Текст был дополнен иллюстрациями, достаточно полно представляющими содержание «Книги дикарей», и для сравнения даны подлинные индейские изображения, известные ранее. Книга вышла из печати под длинным заголовком «Manuscrit pictographique Américain précédé d’une Notice sur l’Ideographie des Peaux-Rouges par l’Abbé Em. Domenech, Membre de la Societé Géographique de Paris etc. Ouvrage publié sous les auspices de M. le Ministre d’État et de la Maison l’Empereur» («Иллюстрированное описание Америки, впервые сопровождаемое заметками, относящимися к пиктографии краснокожих, написано аббатом Эм. Домене, членом Парижского Географического общества и т. д. Произведение издано и согласовано с Государственным министром и министром Императорского двора», Париж, 1860 год)
Однако вскоре вмешалась политика. Как иногда предполагается, толчком к скандальному разоблачению оказалась речь графа Валевского, министра иностранных дел Франции, который, выступая с речью по поводу вручения премий Парижской художественной выставки, назвал Францию учительницей других народов.
Германия была возмущена подобным славословием, и в следующем, 1861 году дрезденский библиограф Й. Петцольдт выпустил 16-страничную брошюру под названием «„Das Buch der Wilden“ im Lichte französischer Civilisation» («„Книга дикарей“ в свете французской цивилизации»). Разоблачение было скандальным — оказалось, что знаки «третьего типа», принятые аббатом за неизвестную силлабическую систему, были всего-навсего буквами немецкого готического шрифта, во многих случаях недвусмысленно объясняя смысл нарисованного. Так, под знаком, который Домене принял за молнию, стояло немецкое слово Wurst, то есть «колбаса», написанное, впрочем, с орфографическими ошибками — Wurszd. Кроме того, тетрадь пестрела немецкими словами ich will — «я хочу», Grund — «долина», Hass — «ненависть», nicht wohl — «нехорошо», unschuldig — «невинно», schaedlich — «вредно», bei Gott — «по-божески» и т. д. Из-за того, что аббат не был знаком с готическим шрифтом, плохо знал немецкий язык и заранее предположил, что перед ним индейский манускрипт, не приняв во внимание иные возможности, а также, вероятно, из-за спешки, в которой готовилось издание, исследователь и его работа превратились в предмет насмешек. Немецкий автор не щадил Домене:
Размахивающая плетью фигура — не индейский шаман, а учитель, наказывающий ученика. Странной формы фигура — не символ молнии и наказания господнего, а самая обыкновенная колбаса. Шестиглазый человек — не мудрый и отважный вождь племени, а плод богатой детской фантазии. Не три главных шамана подносят ко рту ритуальные предметы, а три ребёнка едят бублики. Бог облаков, дух огня и другие загробные личности обязаны своим существованием известному трюку, применяемому детьми при рисовании: точка, точка, два кружочка… А что касается фаллического культа, подобное примитивное бесстыдство аббат в большом количестве может увидеть и у себя в Париже, была бы только охота; баловники-мальчишки пачкают подобными рисунками стены определённых ассенизационных объектов.
Объект, принятый аббатом за бочонок «огненной воды», был, по-видимому, ульем или сотами, так как рядом стояло немецкое слово Honig, то есть «мёд».
Окончательный вердикт выглядел следующим образом — «Книга дикарей» на самом деле представляла собой ученическую тетрадь немецкого мальчика, от скуки исчеркавшего её вдоль и поперёк. Петцольдта поддержали берлинская газета Vossische Zeitung и ещё одна аугсбургская газета, поднявшие дешифровщика на смех.
Домене пытался защищаться, выпустив в том же году книгу «Правда о „Книге дикарей“. Посвящается исследователям английским, немецким и бельгийским», но его уже никто не слушал. Книгу Петцольдта перевели на французский язык, после чего аббат и министр двора, способствовавший её изданию, были осмеяны. В истории «Книги дикарей» была поставлена окончательная точка.

## Иные мнения об авторстве и содержании «Книги дикарей»
Со времени, прошедшего после публикации и скандального разоблачения «уникального индейского манускрипта», были высказаны иные мнения о его содержании и возможном авторстве.
Так, в частности, и сейчас находятся сторонники возможной подлинности «Книги дикарей» и её ценности для изучения истории индейских культур северо-западного региона.
Ещё одно предположение состоит в том, что автором был некий индеец, обученный немецкому языку в соответствующей миссии.
Предполагается также, что «Книга дикарей» как таковая никогда не существовала до Эммануэля Домене, который самостоятельно создал её, видимо, с целью мистификации, или же её подлинным автором был Хуан Торквемада, монах-францисканец, миссионер в Мексике XVI века. Предполагают также, что настоящий Домене не имел ничего общего с «Книгой дикарей», но его имя было добавлено на обложку «Манускрипта…» неизвестным шутником.
Эти мнения, как предположительные и основанные на весьма шаткой системе доказательств, в современной литературе считаются маргинальными и высказываются сравнительно редко.